# Alper Potuk
Alper Potuk (Bolvadin, 8 de abril de 1991) es un futbolista turco, que juega en la demarcación de centrocampista para el K. F. Gostivar de la Primera División de Macedonia del Norte.

## Selección nacional
Tras jugar en la sub-19, la sub-20 y la sub-21, finalmente hizo su debut con la selección absoluta el 29 de febrero de 2012 en un encuentro amistoso contra Eslovaquia que finalizó con un resultado de 1-2 a favor del combinado eslovaco tras los goles de Vladimír Weiss y Miroslav Stoch para Eslovaquia, y de Ömer Toprak para Turquía. Además llegó a disputar cuatro partidos de clasificación para la Copa Mundial de Fútbol de 2014.

## Clubes
| Club             | País                | Año       | Partidos | Goles |
| ---------------- | ------------------- | --------- | -------- | ----- |
| Eskişehirspor    | Turquía             | 2009-2013 | 126      | 6     |
| Fenerbahçe S. K. | Turquía             | 2013-2020 | 213      | 16    |
| Ankaragücü       | Turquía             | 2020-2021 | 25       | 2     |
| Çaykur Rizespor  | Turquía             | 2021-2023 | 54       | 1     |
| K. F. Gostivar   | Macedonia del Norte | 2023-     | 27       | 7     |

## Palmarés

### Títulos nacionales
| Título               | Club             | País    | Año  |
| -------------------- | ---------------- | ------- | ---- |
| Superliga de Turquía | Fenerbahçe S. K. | Turquía | 2014 |
| Supercopa de Turquía | Fenerbahçe S. K. | Turquía | 2014 |